# Ford and Stoke Prior
Ford and Stoke Prior est une paroisse civile  du Herefordshire, en Angleterre.
La ville la plus proche est Leominster, adjacente au nord-ouest. La paroisse comprend le hameau de Ford, le village de Stoke Prior et les églises paroissiales médiévales de St Luke et St John of Jerusalem. À l'ouest de la paroisse se trouve le site d'une implantation britto-romaine.